# Vojtěch Mixa
Vojtěch Mixa (14. března 1887, Dolní Kralovice – 13. února 1953, Praha) byl český spisovatel a novinář.
Po absolvování střední školy studoval na pražské technice v letech 1906–1910. Od roku 1934 působil ve Svazu průmyslníků. Drobnými prácemi a články přispíval do časopisů Červen, Země a do novin Lidová demokracie.
V prvním tvůrčím období psal povídky s postavami dospívajících dívek. V pozdější době píše o hospodářských a sociálních problémech měšťácké společnosti po 1. světové válce.

## Z díla
- Dívky (1920)
- Medvědi a tanečnice (1920)
- Vyšinutí (1923)
- Námluvy (1924)
- První rozběh (1952)